# Westin Savannah Harbour Golf Resort & Spa
Westin Savannah Harbour Golf Resort & Spa là một khách sạn 16 tầng, cao 268 foot ở Savannah, Georgia, được xây dựng từ năm 1997 đến 1999. Được thiết kế bởi các kiến trúc sư tại Thomas & Hutton, nó là tòa nhà cao thứ hai trong thành phố và là khách sạn lớn nhất ở Savannah. Ban đầu nó thuộc sở hữu của liên doanh giữa CSX Realty Troon Golf và Starwood Hotels & Resorts. Tòa nhà được quản lý bởi Starwood Hotels & Resorts.